# Pərviz Bağırov
Pərviz Bağırov –también escrito como Parviz Baghirov– (Bakú, 10 de febrero de 1994) es un deportista azerbaiyano que compitió en boxeo.
Ganó una medalla de bronce en el Campeonato Mundial de Boxeo Aficionado de 2015, en el peso wélter. En los Juegos Europeos de Bakú 2015 obtuvo una medalla de oro en el mismo peso.

## Palmarés internacional
| Campeonato Mundial | Campeonato Mundial | Campeonato Mundial | Campeonato Mundial |
| Año                | Lugar              | Medalla            | Categoría          |
| ------------------ | ------------------ | ------------------ | ------------------ |
| 2015               | Doha (Catar)       | Medalla de bronce  | 69 kg              |
| Juegos Europeos    |                    |                    |                    |
| Año                | Lugar              | Medalla            | Categoría          |
| 2015               | Bakú (Azerbaiyán)  | Medalla de oro     | 69 kg              |